# Wissenschaftlicher Assistent
Wissenschaftlicher Assistent bezeichnet einen wissenschaftlichen Mitarbeiter, der einem Lehrstuhl zugeordnet ist. Früher handelte es sich um eine offizielle, heute nur noch um eine inoffizielle Bezeichnung des engsten Mitarbeiters eines Professors. In Thüringen ist es die Bezeichnung für wissenschaftliche Hilfskräfte.

## Deutschland
In Deutschland war Wissenschaftlicher Assistent die Amtsbezeichnung für einen wissenschaftlichen Mitarbeiter, der im Beamtenverhältnis auf Zeit in der Besoldungsgruppe C1 an einer deutschen Universität oder einer anderen wissenschaftlichen Hochschule beschäftigt war. Für besonders qualifizierte oder bereits habilitierte Wissenschaftliche Assistenten bestand die Möglichkeit, zum Oberassistenten (Besoldungsgruppe C2) ernannt zu werden, zumal es sich früher vereinzelt auch bei dem Amt des Wissenschaftlichen Assistenten um eine Lebensstellung handeln konnte. Wissenschaftliche Assistenten, die auf Widerruf als Beamter angestellt waren, wurden auch als Vollassistent bezeichnet.
Durch das Gesetz zur Reform der Professorenbesoldung aus dem Jahr 2002 wurde die Besoldungsordnung C und damit das Amt des Wissenschaftlichen Assistenten zum 1. Januar 2005 abgeschafft. Danach gab es nur noch für eine Übergangszeit wissenschaftliche Mitarbeiter, die offiziell diese Amtsbezeichnung führten und vor 2005 eingestellt worden waren.
Zum Wissenschaftlichen Assistenten wurden vor allem Personen ernannt, die sich durch die Habilitation für eine Professur qualifizieren sollten. Die Reform des Jahres 2002 hatte das Ziel, die Habilitation als Voraussetzung für eine Lebenszeitprofessur durch eine Qualifizierungsphase als Juniorprofessor zu ersetzen. Daher wurden Amt und Stellung des Wissenschaftlichen Assistenten beseitigt. Da aber in vielen Fächern weiter an der Habilitation festgehalten wird, gilt die Reform zumindest in diesem Punkt vielfach als gescheitert.
In mehreren Ländern wurden die Positionen als Wissenschaftlicher Assistent durch Positionen als Akademischer Rat (A 13) auf Zeit ersetzt; in den übrigen wurden die früheren Assistenturen meist zu Stellen für nicht-verbeamtete wissenschaftliche Angestellte (TVL 13) umgewandelt.
Seit 2005 bezeichnet man in Deutschland inoffiziell alle befristet verbeamteten oder angestellten wissenschaftlichen Mitarbeiter auch als Assistenten, sofern sie promoviert und einem Lehrstuhl zugeordnet sind und wenn ihre Aufgabenbeschreibung überdies vorsieht, dass sie eine wissenschaftliche Weiterqualifikation (in der Regel die Habilitation) anstreben sollen. Die Bezeichnung ist allerdings inoffiziell, da die Dienststellung eines Assistenten 2005 abgeschafft wurde.

### Thüringen
Das Thüringer Hochschulgesetz sieht seit seiner Novelle im Jahr 2018 wieder die Bezeichnung Wissenschaftlicher Assistent vor. Wissenschaftliche Assistenten im Sinne dieses Gesetzes sind wissenschaftliche Hilfskräfte, wenn sie über einen ersten berufsqualifizierenden Hochschulabschluss verfügen. Sie werden mit weniger als der Hälfte der regelmäßigen Arbeitszeit der Angestellten im öffentlichen Dienst befristet beschäftigt.

### Ehemalige DDR
Absolventen, die promovieren wollten, wurden als befristete wissenschaftliche Assistenten (wiss. Ass. (b)) für in der Regel vier Jahre eingestellt. Dies war neben dem Forschungsstudium und der Aspirantur eine der Möglichkeiten zur Erlangung der Promotion. Nach erfolgter Promotion schloss sich in der Regel eine Praxisphase (je nach Fachrichtung Betriebe, öffentliche Verwaltung, medizinische Einrichtungen usw.) an, nach der eine Rückkehr an die Hochschulen, Universitäten oder Forschungseinrichtungen als unbefristeter wissenschaftlicher Assistent (wiss. Ass. (u)) möglich war.
In der Regel nach erfolgter Habilitation beziehungsweise später Promotion B konnte die Ernennung zum wissenschaftlichen Oberassistenten erfolgen. Dies war meist die Vorstufe für die Berufung zum Dozenten.

## Österreich
Bis in die 1990er Jahre konnten wissenschaftliche Mitarbeiter an österreichischen Hochschulen unterschiedlichen Status haben. Der Regelfall war „Hochschulassistent“, zunächst mit Diplom bzw. Magister, aber mit der Auflage, innerhalb einiger Jahre das Doktorat zu erwerben. Dies war meist Voraussetzung für eine wissenschaftliche Laufbahn. Andere Formen waren der Studienassistent (ein Student höheren Semesters), wissenschaftlicher Beamter (meist für sehr langfristige Aufgaben), der Lektor (mit fachbezogener Lehrbefugnis) und der nicht angestellte Dozent (in der Bundesrepublik Deutschland Privatdozent). Dozenten mit Dienstvertrag erhielten i. d. R. nach einiger Zeit den Titel a. o. Professor.
Mit der Teilrechtsfähigkeit (Österreich) (um 2000) änderten sich die Verhältnisse je nach Hochschule, mit der Vollrechtsfähigkeit nochmals. Doch bestand ab der Entlassung der Universitäten in die Selbstständigkeit am 1. Jänner 2004 bis zum 30. September 2009 kein Kollektivvertrag für das Universitätspersonal, daher stand es in dieser Zeit den einzelnen Universitäten frei, wie sie die Dienstverträge mit ihren Mitarbeitern gestalteten.
In dieser Zeit schrieben manche österreichische Universitäten Stellen für „wissenschaftliche Assistenten“ aus – die Universitäten konnten aber auch andere Bezeichnungen wählen, und ob unter „wissenschaftlichen Assistenten“ z. B. Prädoc-Stellen oder Postdoc-Stellen zu verstehen waren, war nicht allgemeingültig festgelegt. Seit dem Inkrafttreten des Kollektivvertrages gibt es nur noch die Bezeichnung „Universitätsassistent“ mit oder ohne Doktorat nach § 26 des Kollektivvertrages.

## Schweiz
In der Schweiz sind die Bezeichnungen nicht einheitlich geregelt. Gebräuchlich sind Unterassistent (für wissenschaftliche, meist studentische Hilfskräfte bzw. in der Medizin im Praktischen Jahr), oder Hochschulassistent (als Lehrstuhlassistent mit Zuordnung zu einem Ordinariat oder Forschungsassistent in einem Projekt). Je nach Qualifikation werden Diplomassistenten (Lizentiat, heute Master, meist Doktorandenstellen) und Doktorassistenten (promoviert) unterschieden. An der ETH Zürich sind u. a. die Positionen Senior Assistant, Postdoc und Scientific Assistant definiert, die auch anderswo teilweise verwendet werden.

## Andere Länder
In anderen Ländern können andere Bezeichnungen üblich sein, bzw. entspricht dem wissenschaftlichen Assistenten ein Status zwischen einem Hochschulassistenten (mit Diplom, aber nicht unbedingt Doktorat) und dem eines Oberassistenten bzw. Dozenten. Auch die Verhältnisse im Dienstrecht sind unterschiedlich und derzeit in vielen Staaten im Wandel, wozu auch der Bologna-Prozess beiträgt.